# قلعه کهنه (رباط)
بقایای قلعه کهنه رباط مربوط به دوره صفوی است و در شهرستان تربت جام، بخش بژگان، روستای رباط واقع شده و این اثر در تاریخ ۱۹ مرداد ۱۳۸۴ با شمارهٔ ثبت ۱۲۸۶۷ به‌عنوان یکی از آثار ملی ایران به ثبت رسیده‌است.